# Newington, Connecticut
Newington, kommun (town) i Hartford County, Connecticut, USA med cirka 29 306 invånare (2000). Den har enligt United States Census Bureau en area på 34,2 km².